# موسى كمال
موسى كمال واسمه الكامل موسى راسم كمال إسماعيل (أبو رامي؛ 8 ديسمبر 1934 – 22 أكتوبر 2021) عالم هندسة كيميائية وبروفيسور فلسطيني كندي، ولد ونشأ في مدينة طولكرم الفلسطينية، كان رئيسًا لقسم الهندسة الكيميائية في جامعة مكغيل الكندية وأستاذًا فخريًا للهندسة الكيميائية فيها، وقد عُرِفَ بمساهماته في مجال علم معالجة البوليمرات، وهو حاصل على عدة جوائز وتكريمات علمية مرموقة منها زمالة الجمعية الملكية الكندية.

## نشأته وتحصيله العلمي
وُلِد موسى راسم كمال إسماعيل بتاريخ 8 ديسمبر 1934 في منزلهم الواقع في الحي الشمالي بمدينة طولكرم الفلسطينية، تلقى تعليمه الابتدائي والإعدادي والثانوي في مدارس مدينته طولكرم منها المدرسة الفاضلية.
والده هو "راسم كمال" والذي كان عضوٌ في مجالس بلدية طولكرم منذ عام 1959 وحتى 26 أبريل 1974.
حصل موسى كمال عام 1958 على درجة البكالوريوس في علوم الهندسة الكيميائية من جامعة إلينوي في إربانا-شامبين في الولايات المتحدة الأمريكية، ثم حصل على درجة الماجستير من جامعة كارنيغي ميلون عام 1959، ونال عام 1961 درجه الدكتوراه في الهندسة الكيميائية من جامعة كارنيغي ميلون.

## حياته العملية
منذ عام 1961 وحتى عام 1967 قاد الأبحاث الكيميائية في مركز مختبرات الأبحاث في شركة سياناميد الأمريكية [الإنجليزية]، ومنذ عام 1967 أصبح أستاذًا للهندسة الكيميائية في جامعة مكغيل في كندا، وفي عام 1983 تولى منصب رئيس قسم الهندسة الكيميائية في الجامعة واستمر بذلك حتى عام 1993، كما أصبح منذ عام 1986 مديرًا لمعهد بريس للأبحاث في الجامعة، وشغل منصب أستاذٌ فخري للهندسة الكيميائية في الجامعة حتى وفاته.
عمل بين عامي 1974 و1975 أستاذًا في جامعة بيروت في لبنان، وفي عام 1977 كان مديرًا لخطة تنمية الاقتصاد الجزئي في العاصمة المغربية الرباط، ومنذ عام 1978 تولى رئاسة "مؤسسة طولكرم" في مدينة مونتريال الكندية، وهو عضو مجلس أمناء معهد كندا للبلاستيك في تورونتو منذ عام 1986.
بين عامي 1995 و1996 عمل أستاذًا في مدرسة المناجم في العاصمة الفرنسية باريس، كما عمل في ذات العام 1995 أستاذًا في جامعة ستراسبورغ الفرنسية.

## عضوياته
هو عضو في مجموعة كبيرة من الجمعيات العلمية، منها:
- الجمعية الملكية الكندية.[5]
- المعهد الأمريكي للمهندسين الكيميائيين.[5]
- أكاديمية العلوم الأمريكية.[5]
- المعهد الأمريكي للفيزياء.[5]
- المعهد الكيميائي الكندي [الإنجليزية].[5]
- المعهد الكندي للشؤون الدولية [الإنجليزية].[5]
- جمعية الريولوجيا [الإنجليزية].[5]
- جمعية صناعة البلاستيك [الإنجليزية].[5]
- الجمعية الدولية لمعالجة البوليمرات.[5]
- الجمعية الكندية للهندسة الكيميائية.[5]
- جمعية مهندسي البلاستيك الكندية.[5]
- جمعية مهندسي كيبيك.[5]

## أبحاثه
له عشرات الأبحاث، وقد حصدت أبحاثه مُجتمعة على ما يزيد عن 12,000 استشهاد وفق قاعدة بيانات سكوبس (Scopus) العلمية.

## مؤلفاته
له عدة كتب ومؤلفات علمية، منها:
- كتاب "القولبة بالحقن: التكنولوجيا والأساسيات"، باللغة الإنجليزية، (Injection Molding: Technology and Fundamentals)، عام 2009.[1]

## براءات اختراع
له عشرات براءات الاختراع في مجال معالجة المبلمرات.

## جوائز وتكريمات
حصل على مجموعة من الجوائز والتكريمات العالمية، منها:
- عام 1983: جائزة الكويت للعلوم، من مؤسسة الكويت للتقدم العلمي.[5]

- عام 1984: جائزة التعليم الدولية من جمعية مهندسي البلاستيك الدولية [الإنجليزية].[10]

- عام 1985: جائزة CanPlast.[5]

- عام 1995: جائزة قائد الصناعة البلاستيكية.[5]

- عام 1996: زمالة الجمعية الملكية الكندية.[11][6]

- عام 1999: جائزة آلان جانفيل (Alan Glanvill Award) للأعمال المميزة المنشورة في مجال البوليمرات، المملكة المتحدة.[5]

- عام 2002: جائزة "كوليمور" من معهد نيوجيرسي للتكنولوجيا [الإنجليزية].[5]

- عام 2003: أُدرِجَ في قاعة مشاهير معالجة البوليمرات (Polymer Processing Hall of Fame).[6]

- عام 2004: جائزة بورفيس التذكارية (Purvis Memorial Award) من جمعية الصناعة الكيميائية [الإنجليزية].[5]

- عام 2009: جائزة الإنجاز مدى الحياة (the Life Achievement Award) من جمعية تكنولوجيا التشكيل والقولبة المتقدمة ("the Society for Advanced Molding Technology "SAMT)، وذلك خلال الاجتماع السنوي للجمعية في الصين، تقديرًا "لمساهماته البارزة في مجتمع معالجة البوليمرات".[1]

- عام 2011: جائزة SPE الدولية (SPE International Awards) من جمعية مهندسي البلاستيك الدولية [الإنجليزية].[6]

## وفاته
توفي موسى كمال بتاريخ 22 أكتوبر 2021 في مستشفى مونتريال العام [الإنجليزية] في مدينة مونتريال بمقاطعة كيبك الكندية عن عمرٍ ناهز حوالي 87 عامًا.
عقب وفاته فقد نعته عدة جهات أكاديمية وعلمية في كندا وفلسطين والأردن ودول أخرى، كما نعته صحيفة مونتريال [الإنجليزية] الكندية قائلة: "سيتذكره باعتزاز العديد من أصدقائه وزملائه وطلابه في مجال البوليمرات في جامعة مكغيل وفي جميع أنحاء العالم".

## تكريمه بعد وفاته
في 1 ديسمبر 2021، أي بعد حوالي مرور شهرين على وفاته، قررت جامعة مكغيل تنكيس أعلامها "تكريمًا له واستذكارًا لشخصه المتميز علميًا وأكاديميًا وتقديرًا لجهوده وأبحاثه في الهندسة الكيميائية"، كما قررت الجامعة إنشاء صندوقًا يحمل اسمه للدعم والمساعدة الطبية للمحتاجين والفقراء.

## وصلات خارجية
- موسى كمال على موقع المكتبة المفتوحة (الإنجليزية)